# Benjamín Orbón
Benjamín González Orbón y Fernández Corujedo, más conocido como Benjamín Orbón (n. Avilés, 27 de abril de 1877 -  f. La Habana, 6 de agosto de 1944), fue un pianista y compositor español. Considerado un notorio gestor en favor de la enseñanza musical en la República de Cuba; fundó en La Habana el Conservatorio Orbón; fue miembro de la Academia Nacional de Artes y Letras de Cuba. Su hijo fue el compositor Julián Orbón, considerado uno de los creadores de la melodía Guantanamera. 

## Biografía
En su niñez, por motivos familiares, fue trasladado a Oviedo, donde realizó estudios musicales en la Academia de Bellas Artes de San Salvador, habiéndose presentado en público como pianista a los 12 años.
Perfeccionó sus estudios musicales en el Real Conservatorio Superior de Música de Madrid.  Al finalizar los mismos se presentó en el Ateneo de Madrid, consagrándose como concertista en 1899; llegando, inclusive, a ofrecer conciertos ante la familia real española. Posteriormente recorrió algunas ciudades de España antes de realizar una gira por América.
Encontrándose ya en Cuba, brindó conciertos durante un año en La Habana, trasladándose después a México y Estados Unidos.
Pasó nuevamente a Cuba, donde se afincó, fue profesor de música y fundó, en La Habana, el Conservatorio Orbón;  al que,  en el año 1922, el presidente Alfredo Zayas y Alfonso, por decreto número 885, otorgó, el derecho de usar el Escudo de Cuba en sus impresos y diplomas.

## Fallecimiento
Murió en La Habana el 6 de agosto de 1944.

## Obras
- Polonesa (composición para piano).
- Vals-Scherzzo (Madrid, 1903).
- Partitura de la zarzuela La víspera de San Juan, estrenada en Gijón en 1906.
- Rapsodia asturiana,[3] estrenada en el Teatro Español de Madrid en 1933.
- Danzas asturianas nº 1 y 2,[4] estrenada en el Teatro Español de Madrid en 1933.

## Premios y distinciones
Al fundarse la Academia Nacional de Artes y Letras de Cuba, el régimen de José Miguel Gómez premió sus servicios en beneficio de la enseñanza musical en Cuba, designándolo académico de número, correspondiente a la Sección de Música.

### Vía en su honor
En Gijón, existe una calle que lleva su nombre.

### Plaza de los hermanos Orbón
En el Conjunto Histórico Artístico de Avilés existe una plaza de mercado que honra su memoria y la su hermano Julián (1880-1936), que fuera escritor y periodista, fundador de "El Progreso de Asturias", asesinado al comienzo de la Guerra Civil por los republicanos denominada Plaza de los hermanos Orbón.